# Veniamin Aleksandrov
Veniamin Veniaminovič Aleksandrov (in russo Вениамин Вениаминович Александров?; Mosca, 18 aprile 1937 – Mosca, 3 novembre 1991) è stato un hockeista su ghiaccio sovietico.

## Palmarès

### Olimpiadi invernali
- Oro a Innsbruck 1964.
- Oro a Grenoble 1968.
- Bronzo a Squaw Valley 1960.